# Spectre de puissance
 (mars 2025).
Si vous disposez d'ouvrages ou d'articles de référence ou si vous connaissez des sites web de qualité traitant du thème abordé ici, merci de compléter l'article en donnant les références utiles à sa vérifiabilité et en les liant à la section « Notes et références ».
Le spectre de puissance est lié à la transformée de Fourier d'un signal.
En cosmologie, le spectre de puissance est généralement la transformée de Fourier de la fonction de corrélation à deux points de quantités décrivant le processus de formation des grandes structures. On s'intéresse en particulier à la fonction de corrélation à deux points du contraste de densité de matière, c'est-à-dire à la quantité traditionnellement notée ξ(r), définie par 
{\displaystyle \xi ({\boldsymbol {r}})=\left\langle \delta ({\boldsymbol {r}}_{0})\delta ({\boldsymbol {r}}_{0}+{\boldsymbol {r}})\right\rangle _{{\boldsymbol {r}}_{0}}},
où δ correspond au contraste de densité, c'est-à-dire à la quantité
{\displaystyle \delta ={\frac {\delta \rho }{\rho _{0}}}},
où ρ0 est la densité moyenne de matière (comprenant sauf mention contraire la matière baryonique et la matière noire et δρ l'écart à cette perturbation de densité au point considéré. Dans le calcul de la fonction de corrélation à deux points se fait en considérant un volume sur lequel on moyenne sur toutes les positions r0 possibles. Du fait que l'univers est homogène et isotrope, la fonction ne dépend en principe pas du volume où elle est évaluée, ni de la direction de r (mais elle dépend par contre de son volume). En conséquence, on la note souvent ξ(r) au lieu de ξ(r). 
Le spectre de puissance de la matière est alors la transformée de Fourier de cette fonction, et est traditionnellement noté P(k). Tout comme la fonction de corrélation ξ, il ne dépend que du module et non de la direction du vecteur d'onde k.
Dans le domaine de l'étude du fond diffus cosmologique, on s'intéresse à la fonction de corrélation à deux points de la température du fond diffus cosmologique, c'est-à-dire à la quantité 
{\displaystyle C(\theta )=\left\langle {\frac {\delta T}{T_{0}}}({\boldsymbol {n}}){\frac {\delta T}{T_{0}}}({\boldsymbol {n}}')\right\rangle _{{\boldsymbol {n}}\cdot {\boldsymbol {n}}'=\cos \theta }},
où T0 est la température moyenne actuelle du fond diffus cosmologique (environ 2,726 kelvins). Ici, le champ de température étant défini sur une sphère et non dans un espace euclidien, on effectue non pas la transformée de Fourier, mais la transformée de Legendre, c'est-à-dire que l'on décompose la fonction C(θ) sur la base des polynômes de Legendre Pl, et que l'on s'intéresse aux coefficients de cette transformation, notés Cl (prononcer « C de l »).